# Райт, Джейкоб
Джейкоб Энтони Райт (англ. Jacob Anthony Wright; родился 21 сентября 2005, Манчестер) — английский футболист, полузащитник клуба «Норвич Сити».

## Клубная карьера
Воспитанник футбольной академии «Манчестер Сити», за которую выступал с восьмилетнего возраста. 7 января 2024 года дебютировал в основном составе «Манчестер Сити» в матче Кубка Англии против «Хаддерсфилд Таун», выйдя на замену Матео Ковачичу.
6 марта 2024 года дебютировал в Лиге чемпионов УЕФА в матче против «Копенгагена», выйдя на замену Эрлингу Холанну.

## Карьера в сборной
Выступал за сборные Англии до 17, до 18 и до 19 лет. 